# 阿部定吉
阿部定吉（あべ さだよし、（永正2年（1505年） - 天文18年（1549年））是战国时代武将，通称大藏。父亲为阿部定时。阿部四郎兵卫定次是其弟。

## 概要
阿部定吉是仕奉德川家康的祖父松平清康、父亲松平广忠的家臣。

### 清康时代和守山崩
1535年，松平家的七代當主松平清康，遭到阿部定吉之子阿部正豐暗殺，后阿部定吉成为松平广忠的家臣。

### 广忠时代
清康叔父樱井松平信定乘清康之死，和清康之弟藏人信孝在合战中占据了冈崎城。信定认为松平广忠的存在是个危险要素，于是准备加害于他。于是广忠逃到伊势国依附于吉良持广。
持广死后，广忠逃到骏河国依附于今川義元以寻求新的靠山，并且从今川氏成功借到了兵马。广忠和清康之弟2人信孝（与信定不和）、康孝还得到大久保忠俊的协力，夺回了冈崎城。清康死后，广忠在外足足漂流了5年。
此后，表面上和广忠合作的信孝，觊觎着康孝的遗留领地。广忠和阿部定吉商议后，趁信孝前往骏河今川义元处时，攻下信孝的三木城，把他放逐了。
其他方面，大久保忠俊也暂时离开了广忠。

### 死后
虽然自己本身没有罪，但是对杀害了清康的自己儿子的罪却深深地自责着。阿部定吉没有立继承人，使血统断绝了。
此后，同族阿部正胜一脉势力开始强盛，江户时代多人就任老中。